# Estonia (ferry)
Pour les articles homonymes, voir Estonia.
L’Estonia est un ferry ayant fait naufrage le 28 septembre 1994 en mer Baltique après avoir subi une entrée d'eau massive au niveau de son garage. Construit de 1979 à 1980 aux chantiers Meyer Werft de Papenbourg en Allemagne de l'Ouest pour la société finlandaise Rederi Ab Sally, il portait à l'origine le nom de Viking Sally. Mis en service en juillet 1980 sur les lignes du consortium Viking Line entre la Finlande, l'archipel d'Åland et la Suède, le navire est revendu en 1990 au groupe EffJohn qui l'exploite dans un premier temps sur la même ligne sous les couleurs de Silja Line puis le transfère ensuite au sein de sa filiale Wasa Line qui le fait naviguer dans le golfe de Botnie sous le nom de Wasa King. Revendu en 1993 à l'armateur estonien EstLine, il est rebaptisé Estonia et devient alors le premier navire sous pavillon estonien à relier l'Estonie à la Suède depuis la chute de l'URSS, ce qui en fait un symbole fort de l'indépendance de l'Estonie. Sa carrière est toutefois interrompue de manière tragique dans la nuit du 27 au 28 septembre 1994 lorsqu'il fait naufrage au cours d'une traversée entre Tallinn et Stockholm par mauvais temps avec à son bord 989 personnes. La catastrophe coûte la vie à 852 personnes et est encore aujourd'hui le sujet de nombreuses controverses sur les causes réelles du naufrage et le déroulement exact des faits.

## Histoire

### Origines et construction
Dans les années 1970, l'augmentation du trafic sur lignes maritimes reliant la Finlande et la Suède ont favorisé l'émergence de deux consortiums rivaux composés chacun de plusieurs compagnies maritimes finlandaises et suédoises. Tout au long de la décennie, les opérateurs Viking Line et Silja Line se livrent une course au tonnage et au confort, encouragée par une clientèle de plus en plus exigeante et une hausse constante du trafic. Malgré les moyens mis en place, la flotte de Viking Line se révèle moins performante que celle de sa rivale, en particulier depuis la mise en service des jumeaux Svea Corona, Wellamo et Bore Star entre 1975 et 1976. Dans l'optique de surpasser leurs concurrents, les compagnies SF Line, Rederi AB Sally et Rederi Ab Slite, propriétaires de Viking Line, se lancent dans un important programme de renouvellement de leurs flottes.
Des trois armateurs, Rederi Ab Sally détient le projet le plus ambitieux pour Viking Line. La société prévoit en effet la mise en service de deux navires particulièrement imposants entre Helsinki et Stockholm pour l'année 1980. Alors que SF Line et Slite envisagent la construction de navires plus petits pour la ligne Turku - Mariehamn - Stockholm, Sally décide elle aussi d'aligner un navire neuf sur cette ligne. La compagnie rachète alors le contrat de construction d'un car-ferry signé le 17 septembre 1979 aux chantiers Meyer Werft par une compagnie norvégienne détenue par Parley Augustsen et destiné à naviguer entre la Norvège et l'Allemagne mais dont le projet a finalement été annulé.
Conçu à l'origine comme un sister-ship du Diana II, construit par les mêmes chantiers pour Slite en 1979, le futur navire va connaître d'importantes modifications par rapport au projet initial, à commencer par sa longueur qui est augmentée de 18 mètres. Mais le changement le plus notable réside dans son architecture générale, drastiquement modifiée par rapport au Diana II. Les superstructures et la disposition des installations intérieures sont redessinées et son apparence arbore un aspect très proche des deux autres navires de Sally Viking Saga et Viking Song, en construction à Helsinki, avec notamment sa forme cubique particulière lui donnant une allure massive mais aussi la disposition très originale de sa passerelle de navigation.
Baptisé Viking Sally, le navire est mis sur cale à Papenbourg le 18 octobre 1979 et lancé le 26 avril 1980. Après plusieurs mois de finitions, il est livré à Rederi Ab Sally le 29 juin suivant.

### Service

#### Viking Line (1980-1990)

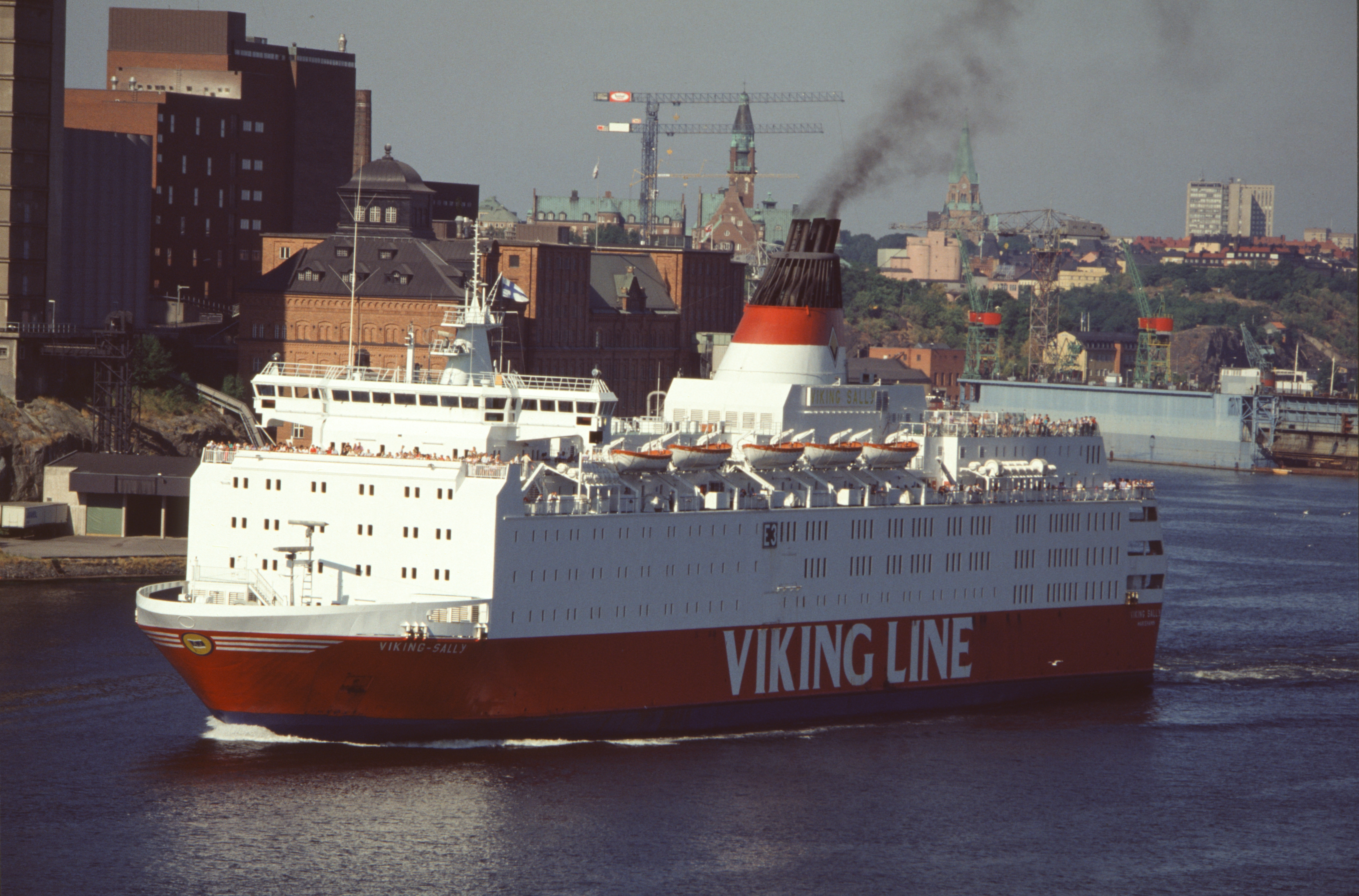
Le Viking Sally dans les années 1980.

Le Viking Sally est mis en service le 5 juillet 1980 entre Turku, Mariehamn et Stockholm, il est alors le plus grand car-ferry en service sur cette ligne à l'époque,.
Durant l'été 1982 le navire est exploité sur la ligne Naantali - Mariehamn - Kapellskär.
Le 23 mai 1984, il s'échoue non loin de l'archipel d'Åland, ce qui endommage ses hélices. Le car-ferry est donc conduit à Helsinki pour y être réparé et reprend son service le 27 mai suivant.
Le 4 février 1985, le Viking Sally se retrouve piégé dans la glace non loin de Stockholm mais est rapidement dégagé avec l'aide du brise-glace Ymer. Le 4 avril, le navire rencontre des problèmes au niveau de ses hélices liés à l'incident du 23 mai 1984. Il est donc réparé et remis en service le 7 avril. Enfin, des stabilisateurs sont ajoutés à la poupe lors de son arrêt technique,.
Depuis le début des années 1980, Rederi Ab Sally rencontre des difficultés financières. Fin 1987, Effoa et Johnson Line, les propriétaires de Silja Line, principale rivale de Viking Line rachètent Sally. SF Line et Rederi AB Slite forcent alors Sally à quitter l'actionnariat de Viking Line,,. Viking Sally est alors affrété par Rederi AB Slite et continue à naviguer sous les couleurs de Viking Line pendant 3 ans,,.
Le 5 novembre 1988, le navire récupère un marin tombé à l'eau dans l'archipel de Stockholm, il est néanmoins endommagé durant les opérations de sauvetage et doit être remorqué jusqu'à Stockholm. Il est ensuite réparé aux chantiers Finnboda et retourne en navigation le 9 décembre.
Cette même année, Rederi Ab Sally est dissoute et le navire devient la propriété de la société Effoa. En 1990, lorsque l'affrètement prend fin, le Viking Sally quitte la flotte de Viking Line.

#### Effoa/EffJohn (1990-1993)
Réceptionné par Effoa en avril 1990, le navire voit sa livrée modifiée, sa coque est repeinte en blanc et des bandes bleues viennent border les hublots des ponts 5, 6 et 7. Prévu pour intégrer la flotte de la compagnie Wasa Line, filiale de Effoa, il conserve dans un premier temps son affectation d'origine sur la ligne Turku - Mariehamn - Stockholm, mais cette fois-ci sous les couleurs de Silja Line et le nom de Silja Star,. Il remplace alors à partir du 20 avril le Wellamo, temporairement déplacé sur la ligne Helsinki - Stockholm afin de pallier le retard de livraison du Silja Serenade qui sera finalement achevé en novembre 1990. Courant 1990, Effoa, Johnson Line et Rederi Ab Sally fusionnent pour ne former qu'une seule entité dénommée EffJohn.
Le 29 novembre, le Silja Star est transféré au sein de la flotte de Wasa Line et prend le nom de Wasa King. Il est ensuite exploité à partir de février 1991 dans le golfe de Botnie entre la Finlande et la Suède et relie Vaasa à Umeå et Sundsvall,.
En décembre 1992, EffJohn décide de transférer les activités de Wasa Line au sein de Silja Line. Le Wasa King est alors désarmé le 30 décembre avant d'être finalement vendu à la société suédoise Nordström & Thulin le 5 janvier 1993.

#### EstLine (1993-1994)
Le navire est renommé Estonia et repeint aux couleurs de la compagnie estonienne EstLine, il est ensuite livré le 12 janvier 1993. La gérance du car-ferry suit une organisation très complexe, bien que Nordström & Thulin ait acheté le navire, il est en réalité la propriété de la société Estline Marine Co. Ltd. basée à Chypre qui l'affrète à la société estonienne E.Liini A/S détenue conjointement par Nordström & Thulin et ESCO qui affrète à son tour le car-ferry à EstLine. En conséquence, le navire est enregistré simultanément en Estonie et à Chypre,. Pendant les travaux de transformation, les intérieurs sont légèrement modifiés, les instruments de navigation de la passerelle sont modernisés et de nouveaux stabilisateurs sont ajoutés.
Mis en service le 1er février 1993 entre Tallinn et Stockholm en remplacement du Nord Estonia, l‘Estonia devient le premier car-ferry sous pavillon estonien à relier l'est à l'ouest depuis la chute de l'URSS, en faisant, de ce fait, un véritable symbole de l'indépendance de l'Estonie.
Très apprécié par la clientèle, en particulier les suédois, le navire transporte à lui seul 280 000 passagers au cours de l'année 1993 et 270 000 durant les trois premiers trimestres de 1994.

## Aménagements

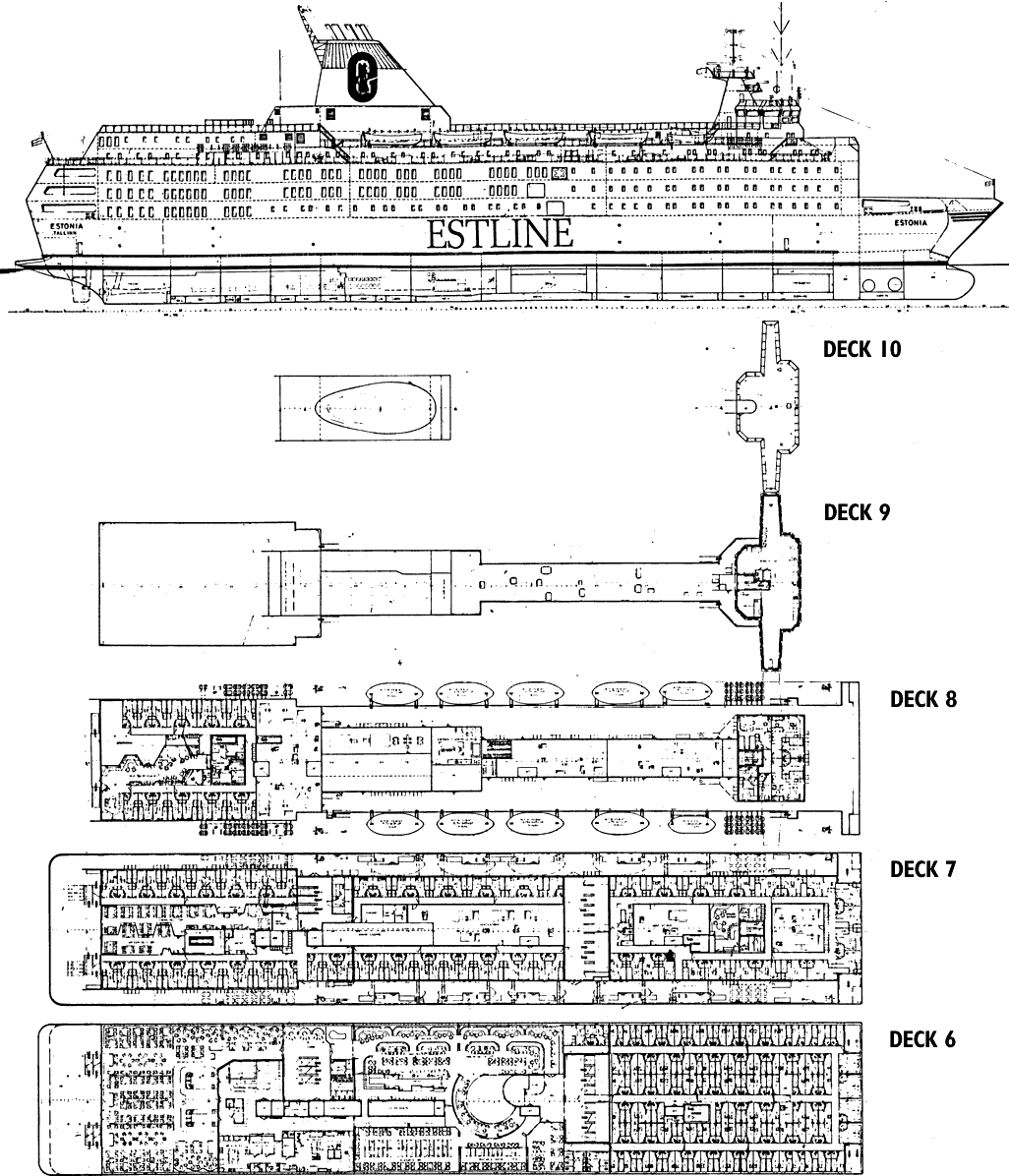
Plans détaillé des ponts 6 à 10 de l‘Estonia.

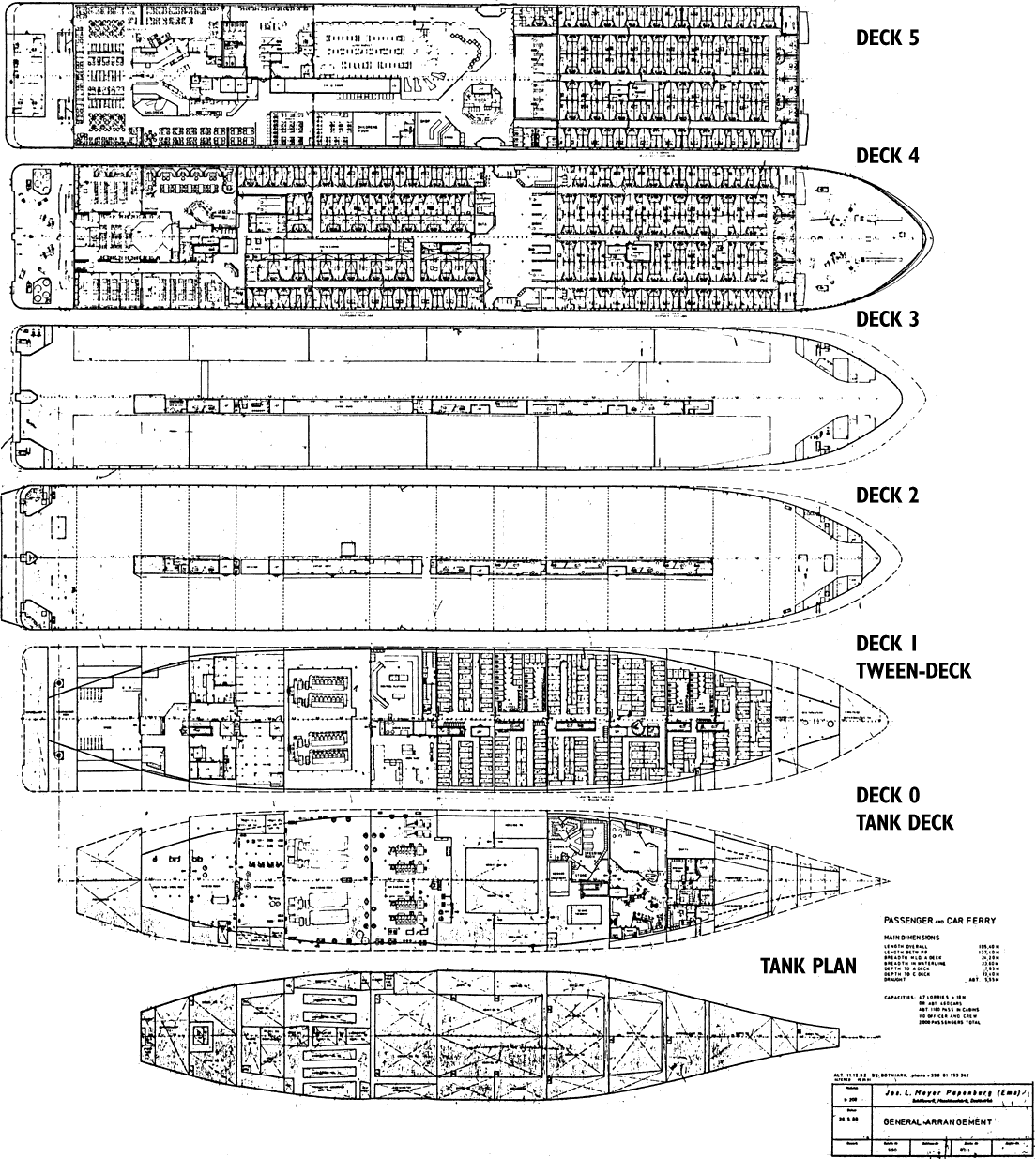
Plans détaillé des ponts Tank à 5 de l‘Estonia.

L‘Estonia possédait 11 ponts numérotés du plus bas jusqu'au plus haut de 0 à 10 (selon les critères de numérotation conventionnels sur les navires, celle des ponts de l‘Estonia auraient dû être de 1 à 11). Les installations des passagers se situaient sur les ponts 6, 5, 4, 1 et 0 tandis que l'équipage occupait les ponts 9 et 7. Les ponts 2 et 3 étaient destinés au chargement des véhicules et du fret.

### Installations publiques
Le navire proposait à ses passagers des installations luxueuses et confortables qui, à l'époque de sa mise en service, étaient d'une qualité bien supérieure à la plupart des autres unités en service sur la mer Baltique.
À sa mise en service les passagers disposaient des installations suivantes :
Sur le pont 6 se trouvaient un restaurant buffet, un restaurant à la carte ainsi qu'un bar ; sur le pont 5, la boutique hors-taxe, une cafétéria, un snack-bar, une discothèque et un salon fauteuils ; sur le pont 4, tout un espace destiné aux conférences, un night club et un cinéma ; enfin, sur le pont 0, une piscine, un sauna et un centre de bien-être.
Ces installations semblent ne pas avoir été modifiées lorsque le navire a navigué pour Silja Line et Wasa Line. Cependant, lors du rachat par EstLine, les boutiques hors-taxe sont modifiées, un nouveau bar est ajouté au pont 5, le salon fauteuils est transformé en boutique et la cafétéria est modifiée.

### Cabines
Le car-ferry possédait environ 300 cabines situées sur les ponts 6, 5, 4 et 1, majoritairement vers l'avant du navire. La plupart de ces cabines pouvaient accueillir jusqu'à quatre personnes et étaient pourvues de sanitaires complets.

## Caractéristiques
L‘Estonia mesurait 155,43 mètres de longueur pour 24,21 mètres de largeur, son tonnage était de 15 598 UMS. Le navire avait une capacité de 2 000 passagers et était pourvu d'un garage pouvant contenir 460 véhicules répartis sur deux ponts, le garage était accessible par trois portes rampes, une à la proue, et deux à la poupe. La propulsion du navire était assurée par 4 moteurs Diesel MAN 8L40/45 développant une capacité de 17 625 kW entrainant 2 hélices à 4 pales orientables, faisant filer le navire à une vitesse de 21 nœuds. Le car-ferry était en outre doté de deux propulseurs d’étrave et d'un stabilisateur anti-roulis à 2 ailerons repliables. Le navire disposait de huit embarcations de sauvetage ouvertes de taille moyenne, une embarcation de petite taille et une embarcation de secours, complétés par 63 radeaux de sauvetage pneumatiques ainsi que 18 bouées couronnes.

## Naufrage (1994)
Le navire fait naufrage dans la nuit du 27 au 28 septembre 1994, entraînant la mort de 852 personnes à bord. Il n'y a que 138 rescapés. L'enquête officielle conclut à la responsabilité de la rupture des systèmes de fermeture de la porte-rampe menant à l'inondation du pont garage à l'origine du chavirement de l'Estonia.
Après la publication du rapport officiel, de nombreux éléments suspects viennent remettre en question les conclusions de l'enquête, à commencer par la réaction des autorités suédoises qui mettent en œuvre diverses mesures visant à interdire l'exploration de l'épave, mais aussi de révélations troublantes ainsi que des disparitions inexpliquées de survivants.

### Déroulement
Le 27 septembre 1994 à 19 h (UTC+2), l‘Estonia, sous les ordres du commandant Arvo Andresson, quitte Tallinn pour Stockholm avec, à son bord, 989 personnes (803 passagers et 186 membres d'équipage). L'arrivée à Stockholm est prévue le lendemain à 9 h 30. La plupart des passagers présents à bord sont des Suédois et des Estoniens. Le garage du navire est complet pour cette traversée et une légère gîte est observable à tribord en raison d'une répartition irrégulière du fret.
Ce soir-là, le temps est agité, avec un vent de force 7 à 8 sur l'échelle de Beaufort ainsi qu'une hauteur significative des vagues allant de 4 à 6 mètres, ce qui pour la mer Baltique est assez élevé. Le commandant du Silja Europa décrit un temps mauvais mais habituel à cette période de l'année.
Le 28 septembre, vers 1 h, alors que l‘Estonia navigue à environ 14 nœuds au large de l'archipel finlandais, l'équipage remarque des bruits métalliques inhabituels lorsque le navire fend les vagues. Une inspection, limitée cependant au contrôle des voyants indiquant la fermeture des rampes, ne révèle rien d'anormal. En réalité, les systèmes de fermeture de l'étrave mobile masquant la porte-rampe avant ont été endommagés sous l'effet des vagues. À 1 h 10, les bruits s'amplifient et sont maintenant audibles par quelques passagers. À 1 h 15, malmenée par les vagues, l'étrave mobile se décroche, entraînant dans sa chute la porte-rampe avant. Une grande quantité d'eau s'infiltre alors dans les ponts garages, provoquant immédiatement une forte gîte allant de 30 à 40° sur tribord. Déstabilisé, l‘Estonia part à la dérive sur bâbord puis ralentit jusqu'à ce que ses moteurs s'arrêtent définitivement.

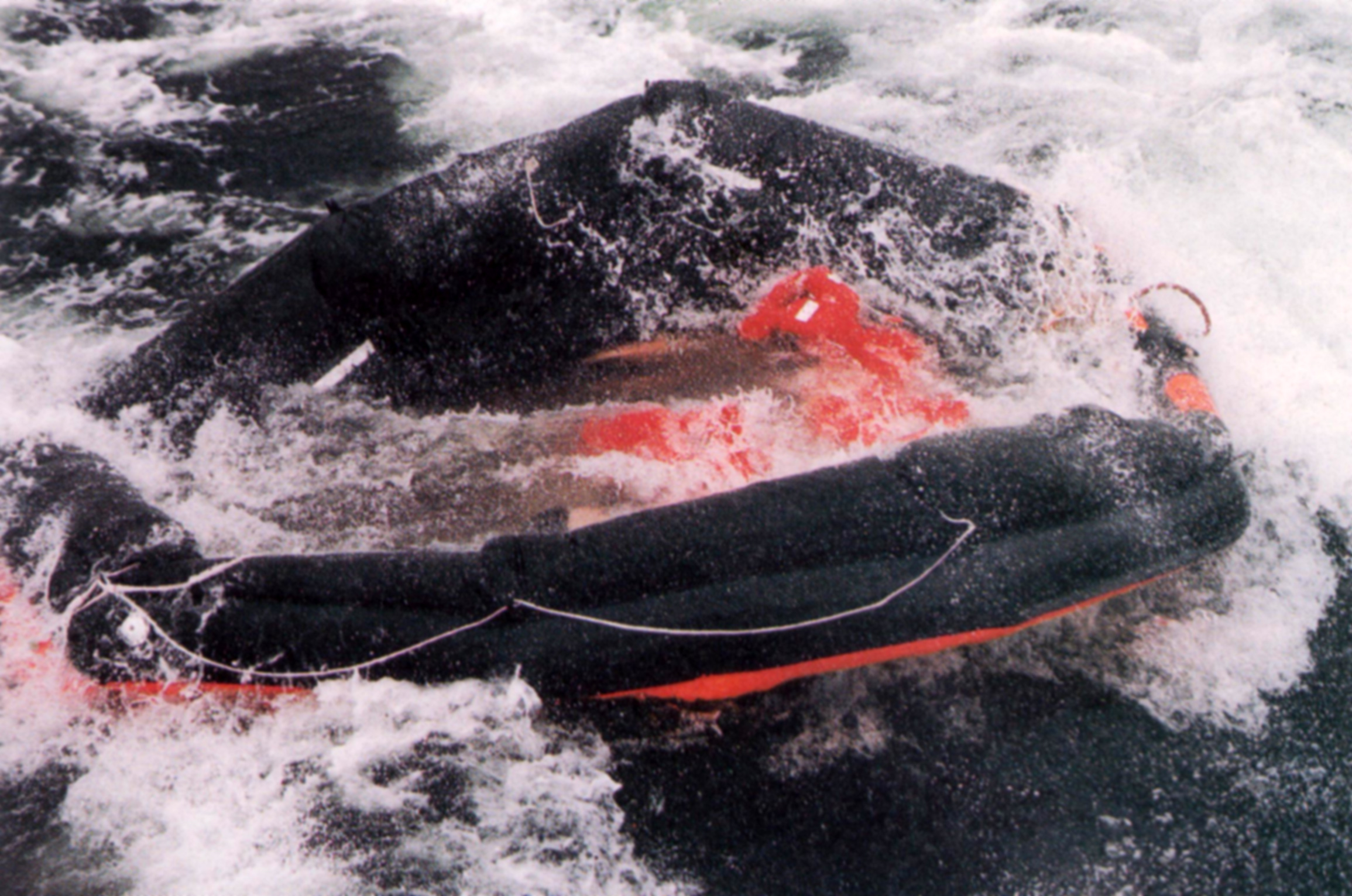
Un radeau de sauvetage de l‘Estonia.

À 1 h 20, une annonce de faible portée criant « Häire, häire, laeval on häire » (« Alarme, alarme, alarme navire ») est diffusée à bord, cela est immédiatement suivi par une alarme interne dans les locaux de l'équipage, puis une minute plus tard par l'alarme générale. La forte gîte empêche cependant de nombreux passagers de sortir de leur cabine. Les déplacements à l'intérieur sont presque impossibles sous peine de tomber ou de se faire écraser par la chute d'objets lourds. Les cages d'escalier sont prises d'assaut, les plus faibles sont piétinés et certaines personnes sont pétrifiées devant la situation. À 1 h 22, un mayday est envoyé par l'équipage, sans respecter les normes internationales, l'équipage tente, en effet, de contacter le Silja Europa puis n'envoie son mayday que lorsque la communication est établie. Le Mariella de Viking Line et le Finnjet répondent également à l'appel de détresse. Après avoir éprouvé des difficultés à indiquer la position du navire, l'équipage parvient à la communiquer au Silja Europa qui la transmet aussitôt aux navires les plus proches ainsi qu'aux organisations de sauvetage. À 1h30, le navire est complètement couché sur son flanc tribord, dans l'impossibilité de pouvoir déborder les embarcations de sauvetage. Les passagers ayant réussi à atteindre le pont doivent sauter dans l'eau glaciale pour rejoindre quelques radeaux de sauvetage s'étant déployés. Certaines personnes meurent de froid. À 1 h 45, l‘Estonia se retourne et coule par l'arrière. En raison de la profondeur relativement faible allant 74 à 85 mètres, la proue du navire dépasse encore de l'eau lorsque la poupe touche le fond. Le car-ferry est définitivement submergé à 1 h 50, heure à laquelle il disparaît également des écrans radars.

### Sauvetage

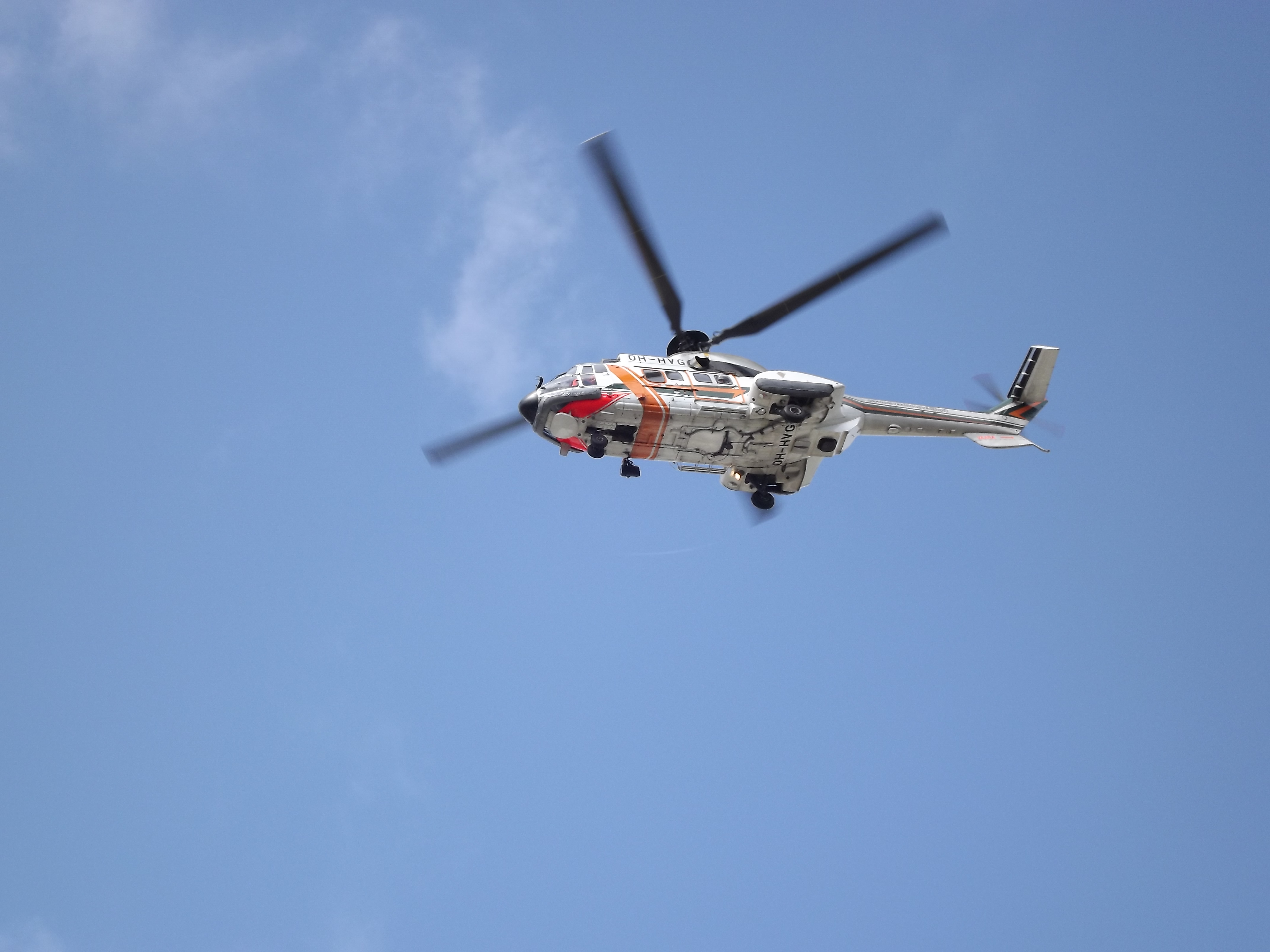
Super Puma OH-HVG identique à celui ayant participé au sauvetage.

Le Mariella est le premier navire à arriver sur les lieux, à 2 h 12. Le MRCC de Turku n'est pas parvenu à reconnaître le mayday à temps et le message relayé par le Mariella a été interprété comme un pan-pan, moins urgent. L'état d'urgence absolue ne sera déclaré qu'à 2 h 30. L'équipage du Mariella met rapidement à la mer des radeaux de sauvetage et parvient à transférer à bord 13 personnes s'étant réfugiées dans les radeaux de l‘Estonia. La position des autres radeaux est immédiatement donnée aux hélicoptères de sauvetage suédois et finlandais, dont le premier arrive sur les lieux de la catastrophe à 3 h 5. Le premier hélicoptère amène ses rescapés directement à terre tandis que les suivants, un Super Puma OH-HVG et un Agusta Bell 412 OH-HVD, font le choix, risqué, d'atterrir sur les ferries. Les pilotes du Super Puma révèlent par la suite que l'atterrissage sur les ferries était la partie la plus périlleuse du sauvetage ; néanmoins, cet hélicoptère tire des eaux plus de 44 personnes. L‘Isabella de Viking Line récupère 16 personnes à l'aide de ses toboggans de secours.

### Bilan
Sur les 989 personnes présentes à bord, 138 sont sauvées, mais l'une d'entre elles décède plus tard à l'hôpital. Les navires présents parviennent à récupérer 34 personnes et les hélicoptères, 104. Le rôle des navires dans ce sauvetage resta limité en raison de la hauteur des vagues rendant impossible la mise à l'eau des embarcations de sauvetage. L'accident coûta la vie à 852 personnes, dont une grande partie de Suédois et d'Estoniens. La plupart des victimes sont mortes de noyade ou d'hypothermie à cause de la température de l'eau avoisinant les 11 °C. Le chanteur estonien Urmas Alender est l'une des victimes les plus connues du naufrage. Ni le commandant Andresson, ni les autres officiers de pont n'ont survécu. 94 corps ont été retrouvés, 93 les 33 jours suivant le naufrage et un dernier, retrouvé 18 mois plus tard. La grande majorité des rescapés sont des hommes jeunes et dotés d'une grande force physique. Seuls sept survivants ont plus de 55 ans et le plus jeune d'entre eux est un Norvégien de 12 ans. Environ 650 victimes sont restées prisonnières de l'épave et n'ont pas été remontées.
| Nationalité des victimes | Morts |
| ------------------------ | ----- |
| Suède                    | 501   |
| Estonie                  | 285   |
| Lettonie                 | 17    |
| Russie                   | 11    |
| Finlande                 | 10    |
| Norvège                  | 6     |
| Danemark                 | 5     |
| Allemagne                | 5     |
| Lituanie                 | 3     |
| Maroc                    | 2     |
| Biélorussie              | 1     |
| Canada                   | 1     |
| France                   | 1     |
| Pays-Bas                 | 1     |
| Nigeria                  | 1     |
| Ukraine                  | 1     |
| Royaume-Uni              | 1     |
| Total                    | 852   |

Le naufrage de l‘Estonia est une tragédie nationale aussi bien pour l'Estonie que pour la Suède. Dans chacun de ces deux pays, les drapeaux sont mis en berne et un deuil national est décrété. Plusieurs mémoriaux furent inaugurés, dont le monument Ligne Brisée à Tallinn, qui rend hommage aux 852 personnes décédées dans l'accident.

## Suites du naufrage

### Enquête officielle et rapport
Peu de temps après le naufrage, l'épave du navire est inspectée par des véhicules sous-marins téléguidés et des plongeurs de la société norvégienne Rockwater A/S à qui a été confiée l'enquête. Le rapport officiel indique que les verrous de la porte-rampe avant ont cédé sous la force des vagues, entraînant la chute de l'étrave mobile et l'ouverture de la rampe d'accès, ce qui a provoqué une voie d'eau fatale. Aucun indicateur (voyant ou alarme) pouvant signaler l'ouverture de la porte-rampe ne s'est déclenché ; de plus, la position de la passerelle de navigation n'a pas permis aux officiers de remarquer la disparition de l'étrave mobile. Une caméra de surveillance donnant sur l'entrée du garage était présente mais ses images n'étaient pas relayées jusqu'à la passerelle. Les affirmations sur les défaillances de l'étrave mobile sont confirmées lorsque celle-ci est renflouée le 18 octobre 1994. La conception de l'étrave mobile a été négligée durant la construction du navire, celle-ci n'étant pas considérée comme un élément capital concernant la sécurité du car-ferry. Les bruits métalliques décrits par les survivants ont été attribués à la rupture des systèmes de fermeture de la porte-rampe et à son claquement contre la coque lorsque les vagues frappaient le ferry. La conséquence de l'ouverture de la rampe a été l'inondation du pont garage, identifiée comme la principale cause du chavirement de l‘Estonia. Les car-ferries sont particulièrement vulnérables aux chavirages, même si le pont-garage est peu inondé, par effet de carène liquide, les vastes garages peu cloisonnés facilitent la propagation de l'eau et peuvent provoquer des pertes de stabilité importantes.

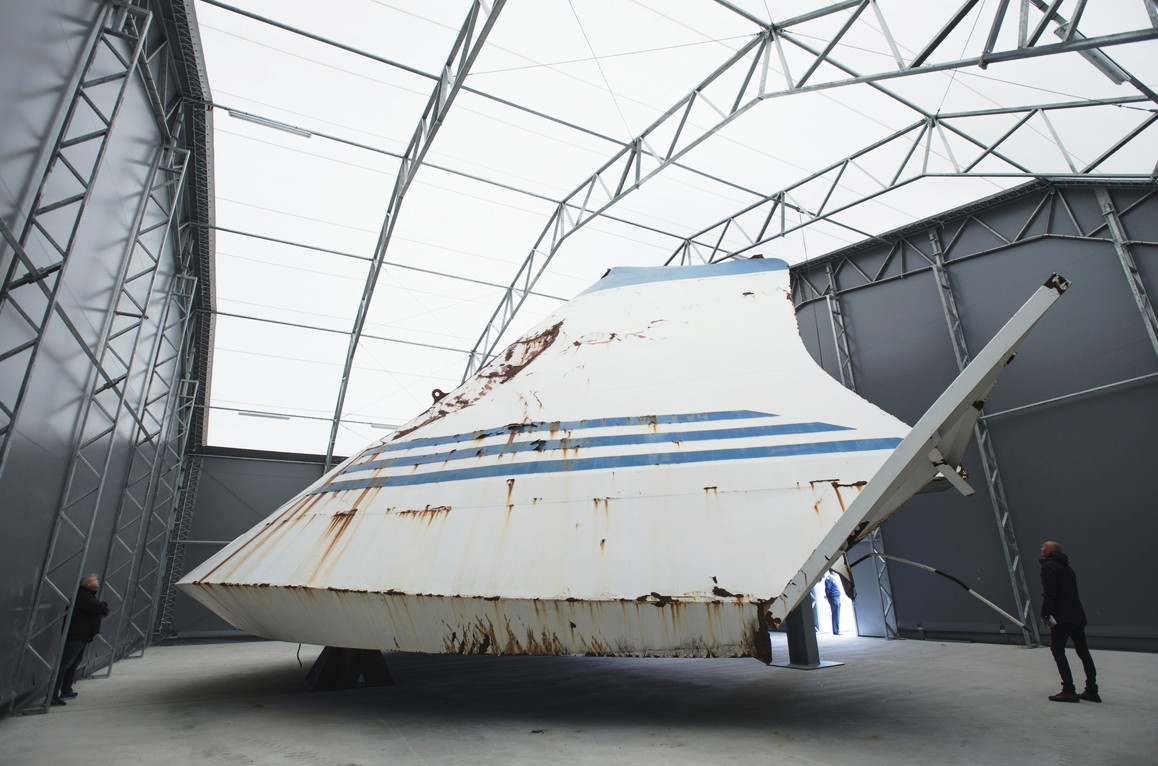
L'étrave mobile de l‘Estonia en 2014, sur la base navale de l'île de Muskö en Suède.

Les faits et gestes de l'équipage sont également pointés du doigt par le rapport. En effet, la vitesse du navire n'a pas été réduite après la détection des bruits métalliques et personne n'a constaté la présence d'eau dans les garages. De plus, aucune communication claire n'a été faite aux passagers, et une grande partie de l'équipage n'a pas apporté son aide durant le naufrage.
Par la suite, beaucoup de navires de conception similaire à celle de l‘Estonia ont dû s'adapter aux nouvelles normes de sécurité mises en vigueur après le naufrage, notamment en ce qui concerne le système de verrouillage des portes rampes ainsi que des indicateurs faisant part de l'état de ces systèmes.

### Doutes sur l'enquête
Après la publication du rapport officiel, de nombreux éléments suspects viennent remettre en question les conclusions de l'enquête, à commencer par la réaction des autorités suédoises qui vont mettre en œuvre diverses mesures visant à interdire l'exploration de l'épave.
En juillet 2021, en raison des doutes sur cette première enquête, une nouvelle enquête est ouverte sur la possibilité que le naufrage soit dû à un trou dans la coque.

#### Protection de l'épave
À la suite de la catastrophe, de nombreuses familles exigent que les dépouilles de leurs proches soient extraites de l'épave afin de leur être rendues. Des demandes de renflouement du navire sont également faites, cela pouvant permettre la récupération des corps ainsi qu'une enquête plus détaillée,. Si, dans un premier temps, les gouvernements suédois et estoniens sont favorables aux demandes des familles, cela ne dure pas. En effet, peu de temps plus tard, le gouvernement suédois refuse le renflouement de l'épave et la récupération des corps, invoquant des raisons morales et de potentiels traumatismes pour les plongeurs. Ce même gouvernement suggère alors de faire recouvrir l'épave d'une chape de béton afin d'en faire une sépulture,. En prévision, des milliers de tonnes de pierres sont immergées à proximité du site. Ce projet, qui cacherait l'épave à jamais, ne sera cependant jamais réalisé. Peu après, un traité international, l'Estonia Agreement 1995, est signé par la Suède, l'Estonie, la Finlande, la Lettonie, la Pologne, le Danemark, la Russie et le Royaume-Uni. Ce traité interdit à tout ressortissant de ces pays de s'approcher de l'épave, sous peine de sanctions. Ce traité n'est valable que pour les citoyens des pays signataires, et par deux fois, la marine royale suédoise a découvert des plongées illégales. Les lieux sont surveillés en permanence par un radar de la marine finlandaise.

#### Controverses
Rapidement, l'attitude des gouvernements et la signature de l'Estonia Agreement 1995 suscite des interrogations et beaucoup remettent en question le rapport officiel, en particulier les familles des victimes. Intriguée, la journaliste allemande Jutta Rabe décide de mener son enquête. En 2000, avec l'aide de l'aventurier américain Gregg Bemis, une plongée clandestine est organisée sur l'épave, sous les yeux impuissants des autorités suédoises qui ne peuvent intervenir, l'Allemagne et les États-Unis n'étant pas signataires du traité. Au cours de cette plongée, une large déchirure est observée dans la coque, sous la ligne de flottaison,. Des morceaux sont prélevés pour analyse par Stephen Davis et le rapport indique qu'une explosion a eu lieu à ce niveau. Une contre-expertise suédoise est immédiatement réalisée en Allemagne et contredit cette thèse. Néanmoins, la plupart des témoins interrogés par Jutta Rabe affirment avoir entendu, en plus des bruits métalliques, plusieurs déflagrations avant que le navire ne commence à prendre de la gîte. Bien que certaines déclarations soient concordantes, la thèse de l'explosion n'est pas totalement prouvée, aucune inspection approfondie de la coque n'étant autorisée.
D'autres éléments troublants sont par la suite révélés, notamment les déclarations d'un ancien douanier suédois affirmant que l‘Estonia transportait du matériel de guerre soviétique volé vers l'ouest. Du matériel militaire a en effet transité à plusieurs reprises à bord du navire, notamment le jour du naufrage, où deux camions militaires ont embarqué ; cependant, aucun élément officiel ne peut prouver qu'il s'agissait de contrebande,,.
Un autre détail qui interroge, est le fait de ne pas retrouver plusieurs personnes qui ont survécu au naufrage selon le recensement des survivants. 
Le commandant Avo Piht qui voyageait à bord en civil et devait prendre la relève d'Andresson la traversée suivante en fait partie. La raison officielle de cette disparition fera état d'une erreur lors du recensement et que Piht serait probablement décédé à bord. Cependant, plusieurs personnes maintiennent l'avoir vu vivant après le naufrage.

#### Suites judiciaires
En 1996, les ayants-droit des victimes ont engagé une procédure en France devant le tribunal de grande instance de Nanterre. En effet, le navire avait fait l'objet d'une classification par le bureau Veritas (société française de certification du ferry Estonia) dont le siège social est dans le ressort de la juridiction (Hauts-de-Seine). La responsabilité civile de Veritas est donc mise en cause ainsi que celle de Meyer Werft, constructeur du navire. Après une procédure marquée par de nombreux rebondissements, dont deux décisions de la cour de cassation sur des exceptions soulevées par la défense, l'affaire est audiencée les 12 et 15 avril 2019, soit vingt cinq ans après le drame. 1116 parties civiles réclament 40 millions d’euros à titre de préjudice moral,. Le tribunal de Nanterre (Hauts-de-Seine) statuant le 19 juillet 2019, rejette la demande d’indemnisation du préjudice moral des rescapés et proches des victimes de la catastrophe, faute d'établir la preuve de l'existence d'une faute lourde ou intentionnelle imputable à la société Bureau Veritas et/ou à la société Meyer-Werft,.

### Conséquences
Le naufrage de l‘Estonia a remis en question les normes de conception internationales des car-ferries et a entraîné des modifications importantes des normes de sécurité en mer, comme cela avait été le cas après le naufrage du Titanic en 1912.
À partir de 1999, des exercices de sécurité portant sur la gestion de situations d'urgence et l'évacuation des passagers sont imposés à tous les navires à passagers. Des modifications sont également apportées aux normes de surveillance à bord des navires. Des mesures concernant les Radiobalises de localisation des sinistres sont également adoptées et celles-ci s'activent désormais immédiatement en cas de danger et donnent la position précise du navire, contrairement à celles de l‘Estonia qui s'activaient manuellement et qui n'ont pas été utilisées la nuit du drame.
De nouvelles mesures de sécurité sont également prises au niveau des accès aux garages, tous les navires munis d'une ouverture par étrave mobile sont mis en chantier afin de renforcer les systèmes de fermeture. Le naufrage de l‘Estonia a remis en question la fiabilité de ce système de porte-rampe largement répandu sur les ferries construits avant les années 1980. Plusieurs incidents impliquant ce type de fermeture ont ressurgi à l'occasion, notamment le cas du Visby en décembre 1973 qui a failli perdre son étrave mobile après avoir été frappé à plusieurs reprises par des lames lors d'une tempête, fort heureusement, la rampe d'accès est restée fermée, ce qui n'a pas permis à l'eau d'envahir le garage. Une mésaventure similaire est arrivée à d'autres navires comme le Stena Sailer en janvier 1974, le Svea Star en mai de cette même année, le Wellamo en décembre 1975, l‘Illych en décembre 1984, le Mariella en novembre 1985 et le Tor Hollandia pendant l'hiver 1986.
À la fin des années 1990 et jusqu'en 2005, les nouvelles normes de sécurité SOLAS sont mises en place sur bon nombre de navires, des cloisons étanches sont ajoutées dans les garages des car-ferries et en complément de la rampe d'accès à l'entrée.
Des monuments commémoratifs ont été élevés en divers endroits, comme au village de Tahkuna (1995), sur l'île d'Hiiumaa, et à Pärnu (1997) en Estonie. Les deux œuvres, qui se ressemblent, sont dues au sculpteur Mati Karmin.